# Deng Yawen
Deng Yawen (chinesisch 邓雅文; * 17. Oktober 2005 in Luzhou) ist eine chinesische BMX-Freestyle-Fahrerin und Olympiasiegerin in der Variante Park.

## Sportlicher Werdegang
Deng betrieb zunächst Leichtathletik und wechselte 2017, im Alter von 12 Jahren, zum BMX-Freestyle. 2021 war sie Zweite bei den Chinesischen Nationalspielen, 2022 Dritte bei den chinesischen Meisterschaften.
2023 kam sie auch international zum Vorschein: Sie gewann die Asienmeisterschaften und wurde Sechste bei den Weltmeisterschaften in Glasgow. Im Oktober siegte sie im UCI-BMX-Freestyle-Weltcup in Bazhong vor Weltmeisterin Hannah Roberts. Anfang 2024 wurde sie als eine von drei chinesischen Vertreterinnen für die olympische Qualifikationsserie nominiert, wo sie den vierten Rang und damit einen Startplatz im olympischen Freestyle-Wettkampf erlangte. Im Finale von Paris zeigte sie die zwei besten Vorstellungen aller Teilnehmerinnen und wurde Olympiasiegerin.

## Erfolge
2023
 Asienmeisterin
ein Weltcup-Sieg (Bazhong)
2024
 Olympiasiegerin